# 咲田とばこ
咲田 とばこ（さきた とばこ、1964年12月18日 - ）は、日本の女優。岐阜県岐阜市出身。

## 来歴
- 19歳の時に劇団九月の影（岐阜大学のOB劇団）に入団し、後に劇団ラッキーキャッツへ移籍[1]。
- 1988年にOLを辞め、愛知県名古屋市にある天野鎮雄が代表を務める『劇座』の俳優養成所・劇塾に入塾。その後に研究生を経て座員となり、名古屋を代表する女優の山田昌、たかべしげこを師と仰ぐ[1]。
- 2000年、以前から客演していた岐阜の劇団ジャブジャブサーキットへと移籍。以降は東京・大阪・名古屋の3都市での舞台公演に中心的な役柄で毎年出演[1]。
- 2017年春、長年活動の場としてきた愛知県名古屋市から神奈川県横浜市に転居。同劇団にはスタッフとして引き続き所属[1]。

## 人物
- 小学2年生の時の担任教師が劇団員だったこともあり、幼少の頃から演劇が日常とともにある生活を送っていた。[2]
- 高校時代も演劇部に所属していた。[2]
- 『咲田とばこ』という名前は芸名であり、“とばこ”は劇団九月の影にいた時の名、“咲田”は劇座所属時の先輩女優・山田昌への相談も経て付けたものである。[2]
- 主に舞台やラジオドラマを中心に活動しているが、劇団では自ら制作を担当することもある。
- 長年、愛知県名古屋市界隈を活動拠点としていたこともあり、テレビドラマではNHK名古屋放送局制作作品との接点が深い。

## 出演作品

### テレビドラマ
- 父の椅子（NHK名古屋、1991年3月30日）- 主人公の同僚の看護婦 役
- 前畑がんばれ（NHK名古屋、1991年10月10日）- 主人公の義姉 役
- 連続テレビ小説 君の名は（NHK、1991年4月1日 - 1992年4月4日）- 志摩の青年団の女の子 役
- ドラマ新銀河 いつか花嫁（NHK名古屋、1993年9月20日 - 10月14日）- 看護婦 役
- ドラマ新銀河 名古屋お金物語（NHK名古屋、1995年6月12日 - 7月13日）- 近所の主婦 役
- デュアルライフ 危険な愛の選択（NHK BS2、1999年2月20日 - 3月27日）※家族写真のみの出演
- キッズ・ウォー4（CBC、2002年9月30日 - 11月22日）- 川田 佐代子（3年A組担任教師） 役
- 中学生日記（NHK名古屋） - 主人公の母 役
  - 「地底人伝説」第2話（2003年5月17日）
- 「しゃっちょこばる！4月」第1話（2004年4月5日）
- 土曜ドラマスペシャル 家で死ぬということ（NHK名古屋、2012年2月25日）- 介護ヘルパー 役
- 土曜ドラマ 太陽の罠 第3話（NHK名古屋、2013年12月14日） - 主人公の母 役　※写真と電話の声のみ

### 映画
- いちばん美しい夏（2001年）- 女医 役

### 舞台
- 正劇オセロと貞奴（2024年10月12日 - 14日、ウイングフィールド）[3]
- KYOTO（2025年6月27日 - 7月13日〈予定〉、下北沢ザ・スズナリ）[4]

### ラジオドラマ
FMシアター
- 心は90°（1989年、作＝堀田あけみ、演出＝角岡正美）
- 渇水（1990年、作＝河林満、演出＝角岡正美）
- 天の記憶（1990年、作＝津川泉、演出＝角岡正美）
- みどりの公園（1990年、作＝伊佐治弥生、演出＝角岡正美）
- サマータイム（1991年、作＝佐藤多佳子、演出＝角岡正美）
- ハローワーク（1995年、作＝石川さおり、演出＝高橋直治）
- 失踪の夏（1996年、作＝柳美里、演出＝高橋直治）
- 冬桜（1997年、作＝岩間芳樹、演出＝角岡正美）
- リ・セット（2003年、作＝魚住直子、演出＝濱田裕之）
- 黄泉のカラス　※主役（2011年、作＝金杉弘子、演出＝土屋勝裕）
- 幽霊の自転車（2012年、作：伊沢勉　演出：松園武大）

中部ラジオ小劇場
- 三人のねがい（1990年、作＝柴田重俊、演出＝角岡正美）
- サーコ（1990年、作＝冬島郁子、演出＝角岡正美）
- コンダクター（1991年、作＝関澄一輝、演出＝角岡正美）
- 環状線上のワルツ（1997年、作＝長島槙子、演出＝河村誠）
- やさしさの法則（1998年、作＝堀田あけみ、演出＝大原拓）
- スリーピング・チルドレン（2001年、作＝佐藤久美子、演出＝工藤裕一郎）

青春アドベンチャー
- 記憶の城（1997年）「パタパタ」（演出＝角岡正美）、「ワックス・ピナコラータ」(演出＝佐藤譲)
- 悪戯の楽園（1999年）「親知らず」（演出＝土屋勝裕）、「無意味な涙」（演出＝堀切園健太郎）
- 珊瑚の島の夢（2011年、作：伊佐治弥生　演出：佐藤譲）
- ほろびた国の旅（2011年、作：三木卓 演出：佐藤譲）
- 新・動物園物語（2013年、演出：佐藤譲、松木健祐）「ねずみのパラダイス」「人魚の肉」「トイレから蛇」「仮名手本蛙之王様」

サウンド夢工房(FM)
- 『佐野洋子さんの愛と幻想の小さな物語』中尾幸世さんと咲田とばこの朗読ドラマ（1990年、演出＝角岡正美、音楽：森田童子）